# Shereen El Feki
Shereen El Feki (en árabe:شيرين الفقي, Oxford, 1968/1969) es una periodista y autora anglo-egipcia conocida por su famoso libro “Sex and the Citadel: Intimate Life in a Changing Arab World” (2013), que versa sobre la sexualidad de la muje árabe.

## Biografía
De madre galesa y padre egipcio, creció en Canadá y visitaba con frecuencia a su familia en El Cairo. Se graduó en inmunología por la Universidad de Toronto en 1991, con máster y doctorado en la Universidad de Cambridge. En 1998 empezó a trabajar como corresponsal de salud de The Economist.
Tras los atentados del 11 de septiembre de 2001, aprendió árabe, y pasó mucho tiempo en Egipto. En 2005, dejó The Economist y de 2006 a 2008 trabajó para Al Jazeera English. De 2010 a 2012 fue vicepresidenta de la Comisión Mundial del VIH de la ONU.
Es coautora también de « Images » (2016-2017), una encuesta sobre la representación de la masculinidad del Magreb y Oriente Medio.